# Bikennel
Bikennel (auch: Pigenneru Island) ist eine Insel des Kwajalein-Atolls in der Ralik-Kette im ozeanischen Staat der Marshallinseln (RMI).

## Geographie
Das Motu liegt im südwestlichen Saum des Atolls an der Nell Passage. Die Insel ist zum Innern der Lagune hin versetzt. Die Inseln des äußeren Riffsaumes sind an der Stelle Ennumet im Westen und Jiee im Osten. Gegenüber im Westen liegt das Inselchen Eneruo.

## Klima
Das Klima ist tropisch heiß, wird jedoch von ständig wehenden Winden gemäßigt. Ebenso wie die anderen Orte der Kwajalein-Gruppe wird Bikennel gelegentlich von Zyklonen heimgesucht.